# Cygnus NG-13
Cygnus NG-13 (lat. „labuť“) byl let americké nákladní kosmické lodi řady Cygnus (Enhanced). Společnost Northrop Grumman loď vyrobila a vypustila podle smlouvy s agenturou NASA v rámci programu Commercial Resupply Services, jehož účelem je zásobování Mezinárodní vesmírné stanice (ISS). Loď odstartovala do vesmíru 15. února 2020, na ISS dovezla bezmála 3,4 tuny nákladu a zanikla 29. května 2020.

## Loď Cygnus

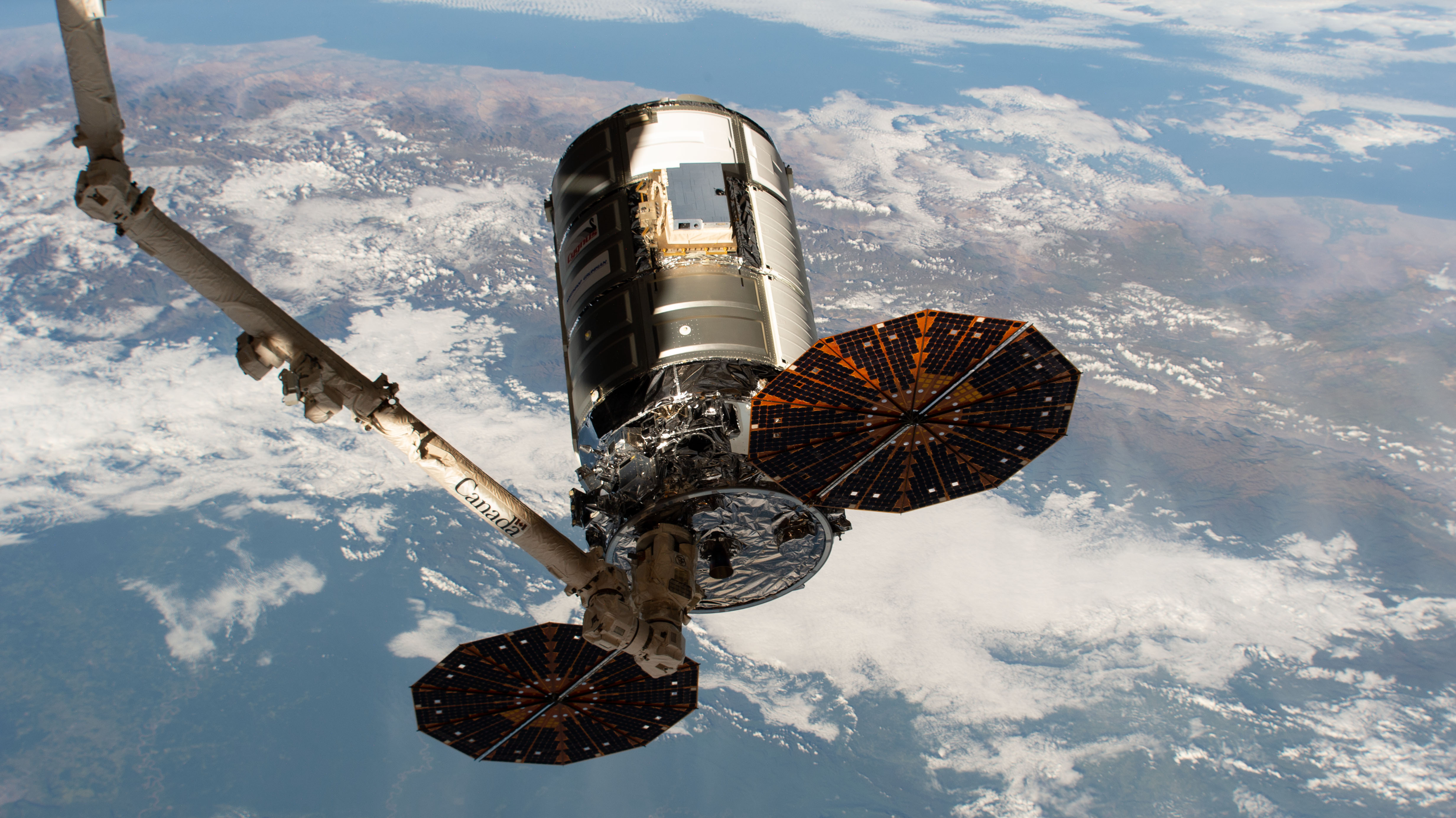
NG-13 těsně před odletem.

Pro lety s nákladem k ISS jsou od roku 2015 využívány lodi Cygnus s označením Enhanced (vylepšené). Jejich délka dosahuje 6,39 metru a vnější průměr 3,07 metru. Hermetizovaný modul o objemu 27 m3 pojme až 3 700 kg nákladu.
Na spodku lodi (ve směru letu při startu) jsou umístěny dva solární panely vyrobené  technologií Ultraflex, které se po startu rozevřou jako vějíř.
Na horní části je umístěn kotvicí mechanismus CBM (Common Berthing Mechanism) pro hermetické připojení k stanici a umožnění přístupu její posádky do vnitřku lodi. Lodi Cygnus se k ISS nepřipojují automaticky jako lodi Progress, Dragon 2 a dříve také ATV, ale pomocí robotické ruky Canadarm2. Cygnus se ke stanici přiblíží na zhruba 10 metrů, posádka ho zevnitř stanice pomocí robotické ruky zachytí, domanévruje ke spojovacímu portu a připojí.

## Náklad
V hermetizované sekci lodi NG-13 bylo naloženo celkem 3 377 kilogramů nákladu. Z toho bylo:
- 1 588 kg technického vybavení stanice,
- 966 kg vybavení a materiálu pro výzkum a experimenty,
- 712 kg zásob pro posádku,
- 81 kg vybavení pro výstupy do vesmíru a
- 30 kg počítačové techniky.

K technickému vybavení patřil především hardware pro modernizaci komunikačních technologií ve vědeckém modulu Columbus, hmotnostní spektrometr k detekci složek atmosféry na palubě ISS, externí kamera s vysokým rozlišením (EHDC), 9 nádrží na vodu a 2 kyslíkové nádrže. 
Z nových medicínských, fyzikálních a chemických experimentů stojí vedle tří cubesatů určených k vypuštění za zmínku testování nového miniaturního rastrovacího elektronového mikroskopu se spektroskopií nebo výzkum chování bakteriofágů v mikrogravitaci a v radiaci.

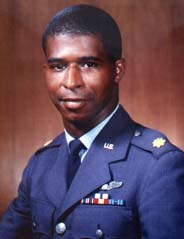
Robert Lawrence

## Čestné pojmenování – Robert Lawrence
U letů lodí Cygnus je zvykem pojmenovat je před startem jménem některé z osobností, které v minulosti významně přispěly k rozvoji kosmonautiky. Let NG-13 se uskutečnil pod jménem Roberta Henryho Lawrence, pilota vojenského letectva, který se v červnu 1967 stal prvním Afroameričanem vybraným do jedné ze skupin amerických astronautů. V prosinci téhož roku však zahynul ve stíhačce během leteckého výcviku. 

## Průběh mise
Let NG-13 začal startem 15. února 2020 ve 20:21:01 UTC, oproti původnímu plánu s téměř týdenním zpožděním kvůli technickým problémům na rampě a nepříznivému počasí. Robotická ruka Canadarm2 ovládaná astronautem Andrew Morganem zachytila Cygnus 18. února 2020 v 09:05 UTC a pozemní personál pomocí robotické ruky loď připojil k spodnímu portu modulu Unity v 11:16 UTC.
Po necelých třech měsících a naplnění zhruba 3 700 kilogramy odpadu byla loď 11. května 2020 kolem 13:00 UTC pomocí robotické ruky odpojena od stanice a v 16:09 UTC uvolněna z jejího zachycení k samostatnému letu. Poté zahájila druhou část své mise – nejprve zvýšila svou dráhu na zhruba 480 km nad Zemí kvůli vypuštění jednoho cubesatu spolupracujícího s druhým, který byl umístěn na povrchu lodi. A  poté, bezprostředně před závěrem letu, provedla čtvrtý experiment programu Saffire zaměřeného na chování ohně v mikrogravitaci. NG-13 vstoupila do atmosféry a zanikla 29. května v 19:29 UTC.